# Larisa Neilandová
Larisa Savčenková-Neilandová, rodným jménem Larisa Savčenková, rusky Лари́са Ива́новна Са́вченко-Не́йланд (* 21. července 1966 Lvov) je bývalá sovětská a později lotyšská profesionální tenistka, která na nejvyšší úrovni hrála v letech 1983–2000. Ve své kariéře se stala deblovou světovou jedničkou a na okruhu WTA Tour vyhrála dva turnaje ve dvouhře a šedesát pět ve čtyřhře. V rámci Grand Slamu získala dva tituly v ženské a čtyři ve smíšené čtyřhře.
Nejvíce deblových titulů na okruhu WTA získala s Natašou Zverevovou a Janou Novotnou. Na okruhu ITF získala dva tituly ve dvouhře a dva ve čtyřhře. V roce 1984 vyhrála s Louise Fieldovou také čtyřhru juniorky na Australian Open. Na Univerziádě 1985 v Kóbe získala dvě zlaté medaile ze soutěží dvouhry a ženské čtyřhry. Stříbrný kov přidala ve smíšené čtyřhře. Všech pět finále ve čtyřhře na Turnaji mistryň prohrála.
Na žebříčku WTA byla ve dvouhře nejvýše klasifikována v květnu 1988 na 13. místě a ve čtyřhře pak v lednu 1992 na 1. místě.
Ve fedcupovém týmu Sovětského svazu debutovala v roce 1983 utkáním 1. kola Světové skupiny proti Austrálii hraném ve Švýcarsku, v němž prohrála s Balestratovou dvouhru a společně s Černěvovou podlehly i ve čtyřhře. Premiérový start za Lotyšsko učinila v dubnu 1992 v rámci 1. skupiny evropské a africké zóny, když vyhrála dvouhru i čtyřhru v utkání s Jugoslávií. V soutěži celkově nastoupila k padesáti sedmi mezistátním utkáním s bilancí 29–15 ve dvouhře a 39–7 ve čtyřhře.
Dne 21. prosince 1989 se vdala za Alexe Neilanda a přijala jeho příjmení.

## Tenisová kariéra
Do profesionálního tenisu vstoupila v roce 1983. V sezóně 1984 jako kvalifikantka dosáhla na třetí kolo French Open, které se stalo jejím nejlepším výsledkem na pařížské antuce. Finále dvouhry si zahrála na Ameritech Cupu 1989 v Chicagu, kde ji porazila Zina Garrisonová.
V sezóně 1988 se poprvé probojovala do finále čtyřhry na grandslamu. S krajankou Natašou Zverevovou ve wimbledonském boji o titul podlehly argentinsko-německému páru Gabriela Sabatini a Steffi Grafová. Následující rok 1989 již se Zverevou získala premiérový grandslam, když na French Open oplatily sovětské hráčky porážku Sabatiniové a Grafové ve dvou sadách.
V sezóně 1991 si opět se Zverevovou připsala vítězství na wimbledonské trávě a ukončila s ní vzájemnou spolupráci. Další stabilní partnerkou se stala česká deblistka Jana Novotná, se kterou nastoupila do finále US Open 1991 právě proti její bývalé spoluhráčce Zverevové a zkušené deblistce Pam Shriverové. Odešly z něj poraženy a v následujících dvou sezónách prohrála s Novotnou další čtyři grandslamová finále v řadě. Vždy na druhé straně sítě stála bývalá deblová partnerka Zverevová s Američankou Gigi Fernandezovou.
První titul ze smíšené čtyřhry přišel s Cyrilem Sukem ve Wimbledonu 1992 po rozhodující výhře nad nizozemským párem Jacco Eltingh a Miriam Oremansová. Již v lednu stejné sezóny se poprvé stala světovou jedničkou ve čtyřhře. Další tři tituly z mixu vybojovala postupně s Andrejem Olchovským na Australian Open 1994, podruhé na pařížském French Open 1995 s Woodbridgem a poslední grandslam kariéry získala opět na melbournském majoru v roce 1996, kde se stal jejím spoluhráčem Woodford.
Do posledního grandslamového finále v ženské čtyřhře se probojovala ve Wimbledonu 1996 spolu s Američankou Meredith McGrathovou a završila tak sérii šesti proher v řadě, když s partnerkou nestačily na česko-švýcarskou dvojici, jejíž součástí byla předchozí spoluhráčka Jana Novotná, kterou doplnila Martina Hingisová.
Kariéru ukončila ve Wimbledonu 2000, když s Linou Krasnoruckou v prvním kole čtyřhry nestačily na finalistky turnaje Ai Sugijamovou a Julii Halardovou po výsledku 4–6, 3–6.

## Olympijská účast
Sovětský svaz reprezentovala na Letních olympijských hrách 1988 v Soulu, kdy se tenis oficiálně vrátil do rodiny olympijských sportů. Jako jedenáctá nasazená se v singlu probojovala do čtvrtfinále, v němž podlehla vítězce turnaje a světové jedničce Steffi Grafové ve třech setech. Do čtyřhry vstupovaly s Natašou Zverevovou jako turnajové čtyřky. Ve čtvrtfinále je však zdolala australská dvojice Elizabeth Smylieová a Wendy Turnbullová ve dvou sadách 6–3, 6–2.
Na následných Letních olympijských hrách 1992 v Barceloně startovala za Lotyšsko, ve dvouhře i ve čtyřhře vypadla v úvodním kole.

## Trenérská kariéra
Po skončení kariéry se stala tenisovou trenérkou. Vedla například Světlanu Kuzněcovovou. Patří také do trenérského týmu ruského fedcupového družstva.

## Finále na Grand Slamu

### Ženská čtyřhra: 12 (2 titulů, 10 finále)
| Stav       | Rok  | Turnaj      | Povrch | Spoluhráčka         | Finalistky                          | Výsledek        |
| ---------- | ---- | ----------- | ------ | ------------------- | ----------------------------------- | --------------- |
| Finalistka | 1988 | Wimbledon   | tráva  | Nataša Zverevová    | Steffi Grafová Gabriela Sabatiniová | 6–3, 1–6, 12–10 |
| Vítězka    | 1989 | French Open | antuka | Nataša Zverevová    | Steffi Grafová Gabriela Sabatiniová | 6–4, 6–4        |
| Finalistka | 1989 | Wimbledon   | tráva  | Nataša Zverevová    | Jana Novotná Helena Suková          | 6–1, 6–2        |
| Finalistka | 1990 | French Open | antuka | Nataša Zverevová    | Jana Novotná Helena Suková          | 6–4, 7–5        |
| Finalistka | 1991 | French Open | antuka | Nataša Zverevová    | Gigi Fernándezová Jana Novotná      | 6–4, 6–0        |
| Vítězka    | 1991 | Wimbledon   | tráva  | Nataša Zverevová    | Gigi Fernándezová Jana Novotná      | 6–4, 3–6, 6–4   |
| Finalistka | 1991 | US Open     | tvrdý  | Jana Novotná        | Pam Shriverová Nataša Zverevová     | 6–4, 4–6, 7–6   |
| Finalistka | 1992 | Wimbledon   | tráva  | Jana Novotná        | Gigi Fernándezová Nataša Zverevová  | 6–4, 6–1        |
| Finalistka | 1992 | US Open     | tvrdý  | Jana Novotná        | Gigi Fernándezová Nataša Zverevová  | 7–6, 6–1        |
| Finalistka | 1993 | French Open | antuka | Jana Novotná        | Gigi Fernándezová Nataša Zverevová  | 6–3, 7–5        |
| Finalistka | 1993 | Wimbledon   | tráva  | Jana Novotná        | Gigi Fernándezová Nataša Zverevová  | 6–4, 6–7, 6–4   |
| Finalistka | 1996 | Wimbledon   | tráva  | Meredith McGrathová | Martina Hingisová Jana Novotná      | 5–7, 7–5, 6–1   |

### Smíšená čtyřhra: 9 (4 tituly, 5 finále)
| Stav       | Rok  | Turnaj              | Povrch | Spoluhráč             | Finalisté                                  | Výsledek      |
| ---------- | ---- | ------------------- | ------ | --------------------- | ------------------------------------------ | ------------- |
| Vítězka    | 1992 | Wimbledon           | tráva  | Cyril Suk             | Miriam Oremansová Jacco Eltingh            | 7–6, 6–2      |
| Vítězka    | 1994 | Australian Open     | tvrdý  | Andrej Olchovskij     | Helena Suková Todd Woodbridge              | 7–5, 6–7, 6–2 |
| Finalistka | 1994 | French Open         | antuka | Andrej Olchovskij     | Kristie Boogertová Menno Oosting           | 7–5, 3–6, 7–5 |
| Vítězka    | 1995 | French Open         | antuka | Todd Woodbridge       | Jill Hetheringtonová John-Laffnie de Jager | 7–6, 7–6      |
| Vítězka    | 1996 | Australian Open (2) | tvrdý  | Mark Woodforde        | Nicole Arendtová Luke Jensen               | 4–6, 7–5, 6–0 |
| Finalistka | 1996 | Wimbledon           | tráva  | Mark Woodforde        | Helena Suková Cyril Suk                    | 1–6, 6–3, 6–2 |
| Finalistka | 1997 | Australian Open     | tvrdý  | John-Laffnie de Jager | Manon Bollegrafová Rick Leach              | 6–3, 6–7, 7–5 |
| Finalistka | 1997 | Wimbledon           | tráva  | Andrej Olchovskij     | Helena Suková Cyril Suk                    | 4–6, 6–3, 6–4 |
| Finalistka | 1999 | French Open         | antuka | Rick Leach            | Katarina Srebotniková Piet Norval          | 6–3, 3–6, 6–3 |

## Turnaj mistryň

### Ženská čtyřhra: 5 (0 titulů, 5 finále)
| Stav       | Rok  | Turnaj   | Povrch      | Spoluhráčka        | Finalistky                          | Výsledek    |
| ---------- | ---- | -------- | ----------- | ------------------ | ----------------------------------- | ----------- |
| Finalistka | 1988 | New York | koberec (h) | Nataša Zverevová   | Martina Navrátilová Pam Shriverová  | 6–3, 6–4    |
| Finalistka | 1989 | New York | koberec (h) | Natalia Zvereva    | Martina Navrátilová Pam Shriverová  | 6–3, 6–2    |
| Finalistka | 1992 | New York | koberec (h) | Jana Novotná       | Arantxa Sánchezová Helena Suková    | 7–6(4), 6–1 |
| Finalistka | 1993 | New York | koberec (h) | Jana Novotná       | Natalia Zverevová Gigi Fernándezová | 6–3, 7–5    |
| Finalistka | 1999 | New York | koberec (h) | Arantxa Sánchezová | Martina Hingisová Anna Kurnikovová  | 6–4, 6–4    |

## Tituly na turnajích WTA Tour
| Legenda                           |
| --------------------------------- |
| D – dvouhra; Č – čtyřhra          |
| Grand Slam (0)                    |
| WTA Tour Championships (0)        |
| Premier Mandatory & Premier 5 (0) |
| Premier (0)                       |
| International (2 D)               |

### Dvouhra
| Č. | Datum          | Turnaj                     | Povrch      | Finalistka          | Výsledek      |
| -- | -------------- | -------------------------- | ----------- | ------------------- | ------------- |
| 1. | 23. září 1991  | Petrohrad, Rusko           | koberec (h) | Barbara Rittnerová  | 3–6, 6–3, 6–4 |
| 2. | 23. srpna 1993 | Schenectady, Spojené státy | tvrdý       | Natalia Medveděvová | 6–3, 7–5      |

### Čtyřhra (65)
Grand Slam zvýrazněn tučně.
- 1985: Seabrook Island (spoluhráčka Světlana Parchomenková)
- 1985: Salt Lake City (Světlana Parchomenko)
- 1986: Little Rock (Světlana Parchomenko)
- 1987: Wichita (Světlana Parchomenko)
- 1987: Oklahoma City (Světlana Parchomenko)
- 1987: Boca Raton (Světlana Parchomenko)
- 1987: Eastbourne (Světlana Parchomenko)
- 1988: Birmingham (Nataša Zverevová)
- 1988: Indianapolis (Nataša Zvereva)
- 1989: Amelia Island (Nataša Zvereva)
- 1989: French Open (Nataša Zvereva)
- 1989: Birmingham (Nataša Zvereva)
- 1989: Moskva (Nataša Zvereva)
- 1989: Chicago (Nataša Zvereva)
- 1990: Birmingham (Nataša Zvereva)
- 1990: Eastbourne (Nataša Zvereva)
- 1990: Orlando (Nataša Zvereva)
- 1990: Nashville (Kathy Jordanová)
- 1991: Aukland (Patty Fendicková)
- 1991: Boca Raton (Nataša Zvereva)
- 1991: Hamburg (Jana Novotná)
- 1991: Berlin (Nataša Zvereva)
- 1991: Eastbourne (Nataša Zvereva)
- 1991: Wimbledon (Nataša Zvereva)
- 1991: Toronto (Nataša Zvereva)
- 1991: Manhattan Beach (Nataša Zvereva)
- 1991: Washington, D.C. (Jana Novotná)
- 1991: Philadelphia (Jana Novotná)
- 1992: Brisbane (Jana Novotná)
- 1992: Boca Raton (Nataša Zvereva)
- 1992: Key Biscayne (Arantxa Sánchezová Vicariová)
- 1992: Wesley Chapel (Jana Novotná)
- 1992: Berlín (Jana Novotná)
- 1992: Eastbourne (Jana Novotná)
- 1992: San Diego (Jana Novotná)
- 1992: Lipsko (Jana Novotná)
- 1992: Brighton (Jana Novotná)
- 1993: Brisbane (Conchita Martínezová)
- 1993: Ósaka (Jana Novotná)
- 1993: Key Biscayne (Jana Novotná)
- 1993: Toronto (Jana Novotná)
- 1994: Ósaka (Rennae Stubbsová)
- 1994: Amelia Island (Arantxa Sánchez Vicario)
- 1994: Barcelona (Arantxa Sánchez Vicario)
- 1994: Birmingham (Zina Garrisonová)
- 1994: Schenectady (Meredith McGrathová)
- 1994: Brighton (Manon Bollegrafová)
- 1995: Paris Open Gaz de France (Meredith McGrath)
- 1995: Barcelona (Arantxa Sánchez Vicario)
- 1995: Edinburgh (Meredith McGrath)
- 1995: Moskva (Meredith McGrath)
- 1995: Lipsko (Meredith McGrath)
- 1995: Brighton (Meredith McGrath)
- 1996: Essen (Meredith McGrath)
- 1996: Berlín (Meredith McGrath)
- 1996: Rosmalen (Brenda Schultzová-McCarthyová)
- 1996: Montréal (Arantxa Sánchez Vicario)
- 1996: Moskva (Natalia Medveděva)
- 1997: Birmingham (Katrina Adamsová)
- 1997: Lucemburk (Helena Suková)
- 1999: Gold Coast (Corina Morariuová)
- 1999: Hamburk (Arantxa Sánchez Vicario)
- 1999: Birmingham (Corina Morariu)
- 1999: Los Angeles (Arantxa Sánchezová Vicariová)
- 1999: Lipsko (Mary Pierceová)

## Umístění ve dvouhře na konečném žebříčku WTA
| Sezóna | 1986 | 1988  | 1989  | 1990  | 1991  | 1992  | 1993  | 1994  | 1995  | 1996  | 1997  | 1998  | 1999   |
| Pořadí | 36.  | ▲ 16. | ▼ 20. | ▼ 91. | ▲ 48. | ▼ 58. | ▲ 32. | ▼ 41. | ▼ 97. | ▲ 62. | ▼ 85. | ▲ 73. | ▼ 214. |